# Botanophila apodicra
Botanophila apodicra är en tvåvingeart som beskrevs av Feng 1987. Botanophila apodicra ingår i släktet Botanophila och familjen blomsterflugor. Inga underarter finns listade i Catalogue of Life.